# عينه العليا (السوادية)

تعديل مصدري - تعديل

عينه العليا هي إحدى قرى عزلة ال منصور بني وهب بمديرية السوادية التابعة لمحافظة البيضاء، بلغ تعداد سكانها 129 نسمة حسب تعداد اليمن لعام 2004.